# Albert Hersoy
Albert Émile Reneld Hersoy (Hautmont, Nord, 1895. szeptember 19. – Maubeuge, Nord, 1979. július 24.) olimpiai bronzérmes francia tornász.
Ez első világháború után az 1920. évi nyári olimpiai játékokon indult, és mint tornász versenyzett. Csapat összetettben bronzérmes lett.